# Callimetopus superbus
Callimetopus superbus är en skalbaggsart som beskrevs av Stefan von Breuning 1947. Callimetopus superbus ingår i släktet Callimetopus och familjen långhorningar.
Artens utbredningsområde är Filippinerna. Inga underarter finns listade.